# Jean-Charles Poncelin de La Roche-Tilhac
Jean-Charles Poncelin de La Roche-Tilhac (17 mai 1746 à Dissais en Poitou - 1er novembre 1828 à Ouarville en Eure-et-Loir) est un chanoine, avocat, journaliste, libraire, imprimeur, traducteur et polémiste français.